# Karen Blixen

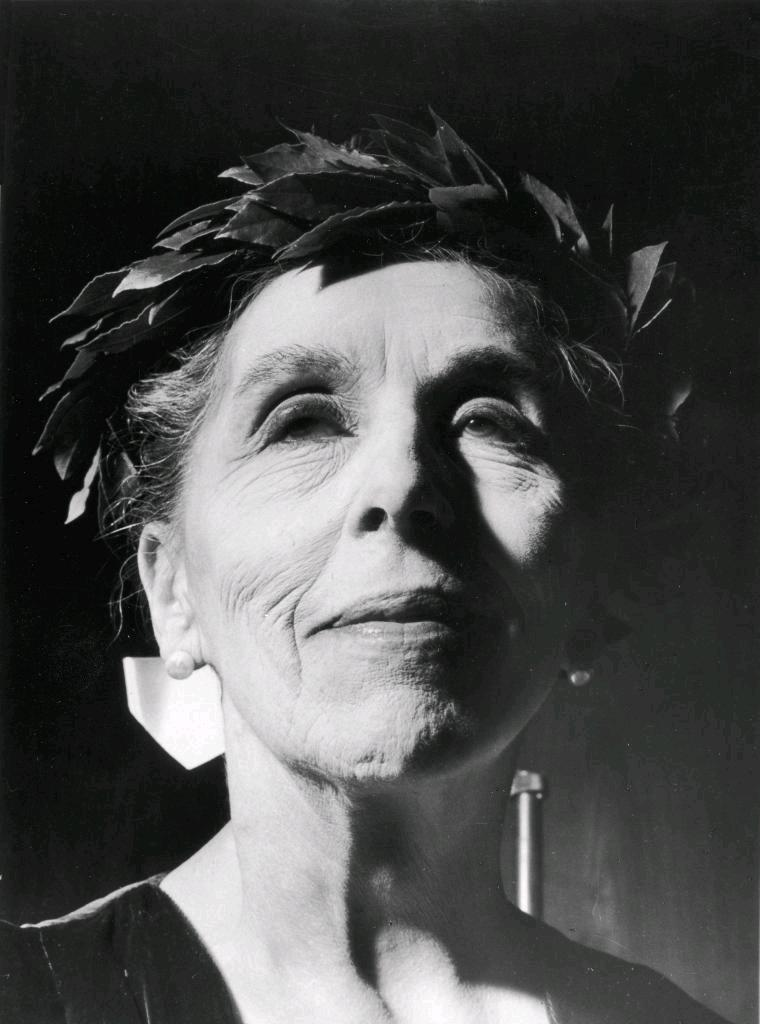
Blixen met een lauwerkrans om (1952, bij het winnen van de 'De Gyldne Laurbær'-prijs)

Karen Blixen, barones von Blixen-Finecke, (Rungsted, 17 april 1885 – aldaar, 7 september 1962) was een Deens auteur die onder het pseudoniem Isak Dinesen schreef en in het Deens en het Engels publiceerde.
In 1937 verschenen haar memoires Out of Africa (in het Nederlands vertaald als Een lied van Afrika), over de zeventien jaar gedurende welke zij woonde en werkte in Kenia (1914-1931). Dit boek werd in 1985 verfilmd onder de titel Out of Africa.

## Biografie

### Jeugd
Karen Dinesen werd geboren in Rungsted in Denemarken, een plaats ten noorden van Kopenhagen langs de oever van de Sont, als telg van een aristocratische familie van unitaristische achtergrond. Haar vader was Wilhelm Dinesen, een militair, landeigenaar, atleet, Deens parlementslid en schrijver van een serie artikelen getiteld Brieven van tijdens de Jacht. Haar moeder was Ingeborg Westenholz Dinesen, een dochter van een rijke scheepsbouwer, een unitaristische activiste die als eerste vrouw ooit zitting nam in de gemeenteraad van Rungsted.
Karen was de middelste van drie meisjes, waarna nog twee broers kwamen. De oudste zus Ea, twee jaar ouder dan Karen, was degene met gevoel voor verantwoordelijkheid en zorg. De anderhalf jaar jongere zus Ella was geen stilzitter en vertrok in haar eentje, vlak voor de Russische Revolutie (1917), naar Moskou. Op haar 30e trouwde Ella met een advocaat en was ze politiek gezien uitgebroken. Ze was lid van "Danskheden" in Zuid-Jutland. Zes jaar na de geboorte van Ella werd Thomas geboren en daar vlak achteraan nog een broertje.
Karen had het in haar jeugd flink moeilijk. Als middelste meisje kreeg ze minder aandacht dan haar zussen. Toch was ze het lievelingetje van haar vader, met wie ze een goede band had. Hij pleegde echter zelfmoord toen Karen 10 jaar oud was, kennelijk omdat hij syfilis had. Hierdoor kroop ze in een zelfbedacht wereldje en schreef in dat jaar een toneelstuk, gewijd aan haar vader.
Karens ontwikkeling als schrijfster is ongetwijfeld voornamelijk beïnvloed door haar moeder, die ervoor zorgde dat ze een goede scholing kreeg aan verscheidene kunstacademies, voorafgegaan door een half jaar in Zwitserland in 1899 met haar moeder en zusters om Frans te leren. Vanaf 1902 studeerde Karen kunst te Kopenhagen (de kunstacademie van mevrouw Sode), gevolgd door Parijs en Rome. Beginnend in 1909 publiceert ze ook haar eerste verhalen in een aantal Deense tijdschriften, eerst onder het pseudoniem Osceola, later als Isak Dinesen.

### Afrika

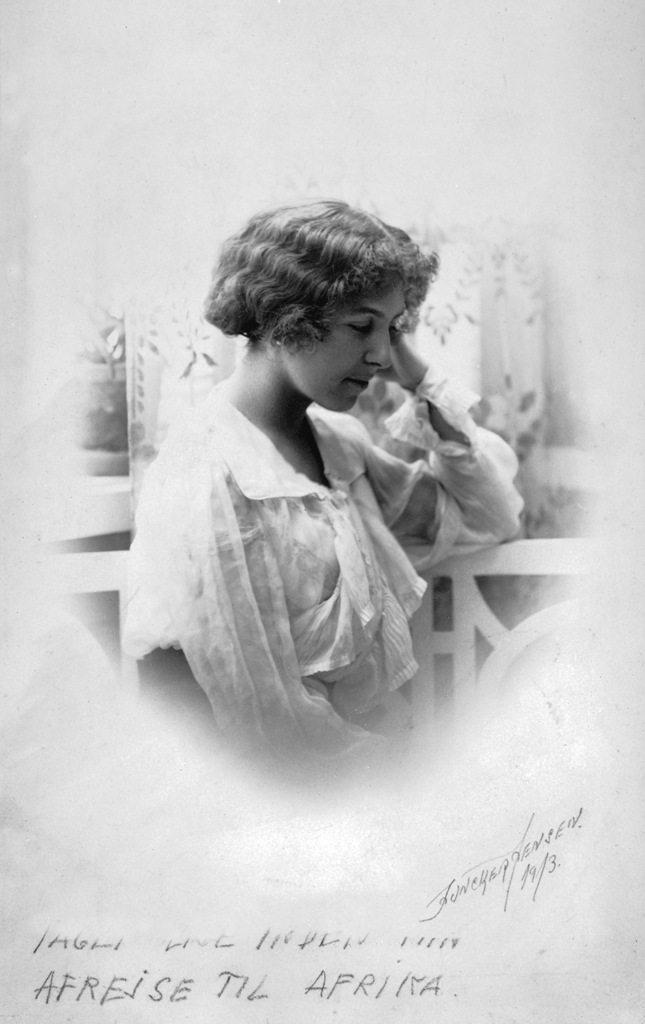
Karen Blixen in 1913, kort voor haar vertrek naar Afrika.

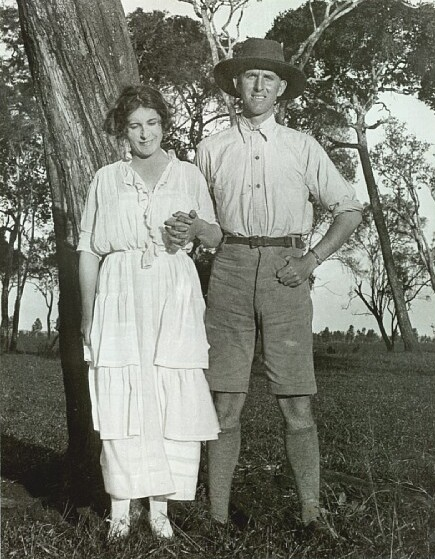
Karen Blixen op de plantage met haar broer Tomas Dinesen (rond 1925).

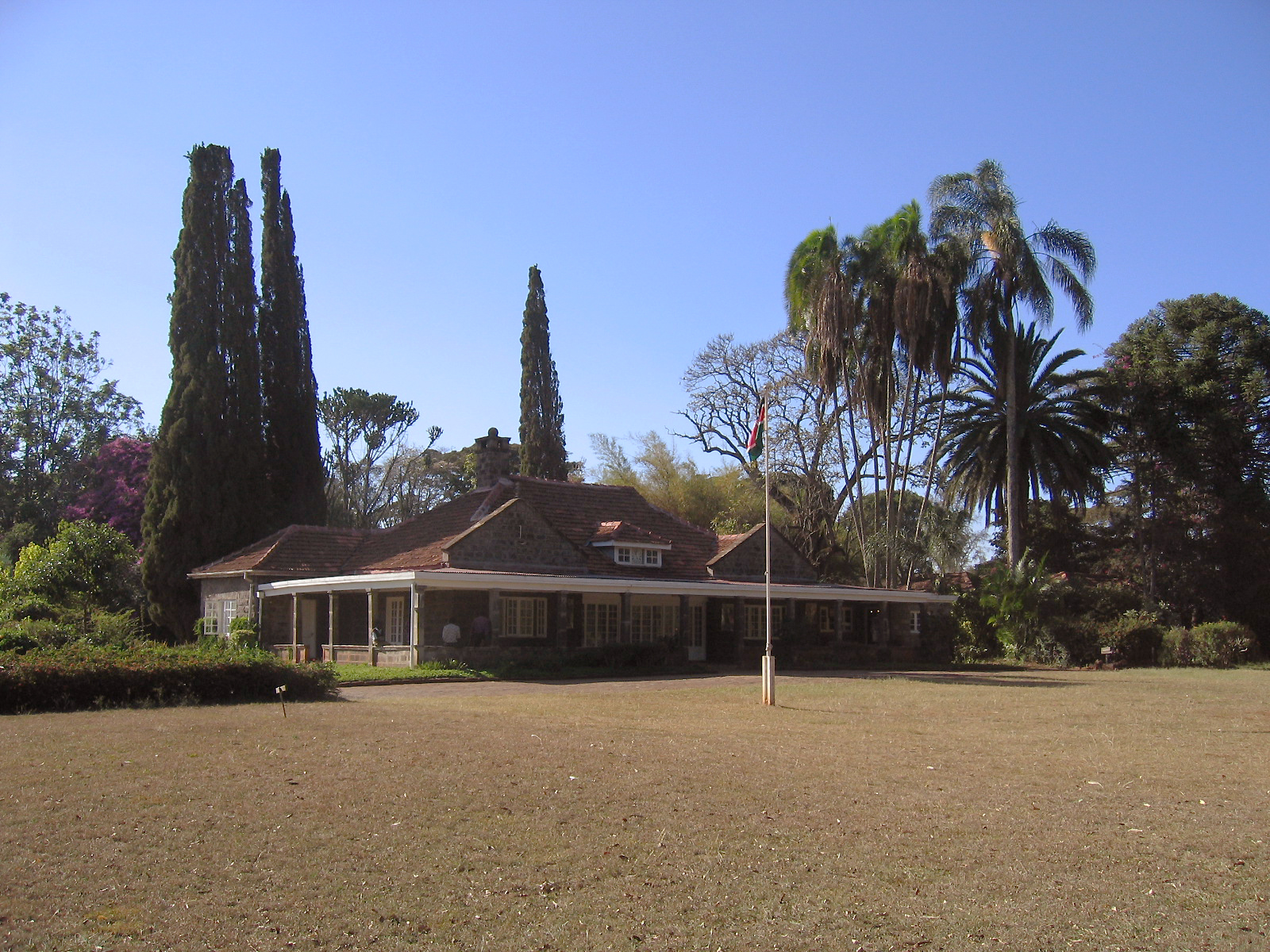
Het woonhuis op de plantage, waar Karen Blixen woonde (1917-1931, thans museum).

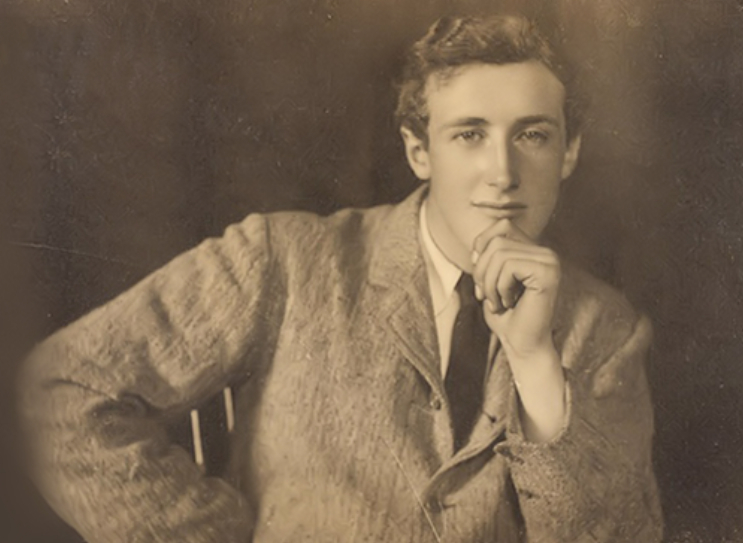
Denys Finch Hatton.

In 1914 huwde ze haar neef, baron Bror von Blixen-Finecke. Terwijl in Europa de Eerste Wereldoorlog op uitbreken stond, vertrok het paar naar de Britse kroonkolonie Kenia om een koffieplantage op te zetten. De volgende jaren reisde ze op en neer tussen de plantages in Nairobi en het echtelijk huis in Rungstedlund, soms om tot rust te komen, te schrijven en te publiceren, soms om bij te sterken van de syfilis die ze van haar ontrouwe echtgenoot had opgelopen. Na een hele serie wederzijdse slippertjes eindigde het huwelijk in 1921 in een scheiding van tafel en bed. De baron keerde terug naar Denemarken en de echtscheiding werd in 1925 definitief.
Tussen 1921 en 1931 wijdde Karen Blixen haar tijd aan schrijven, het leiden van haar plantages (eerst samen met haar broer Tomas Dinesen, later alleen) en aan haar liefdesrelatie met Denys Finch Hatton (over wie zij schreef in haar brieven en (in minder uitgesproken bewoordingen) in Out of Africa). Samen met hem doorstond ze een aantal moeilijke jaren (waaronder 1923, het jaar waarin de koffiefabriek op de plantage afbrandde).
In 1931 kwam aan twee van haar drie voorliefdes echter een abrupt einde. Jarenlang had het echtpaar een verkeerd financieel beleid gevoerd. Aangezien Karen verzot was op kleding en schoenen (ze zei weleens: "Het is beter te lijden aan een ziekte dan geen goede kleding te hebben") ging ze regelmatig van Kenia naar Parijs om te winkelen, wat aanzienlijk veel tijd en geld kostte in die tijd. Ze hadden ook niet echt verstand van de koffieteelt. Door de Grote Depressie en het bijbehorende inzakken van de wereldmarkt voor koffie was ze gedwongen haar plantage te verkopen. En op 14 mei van dat jaar stortte Finch Hatton neer in zijn vliegtuig en kwam om het leven.

### Schrijverschap

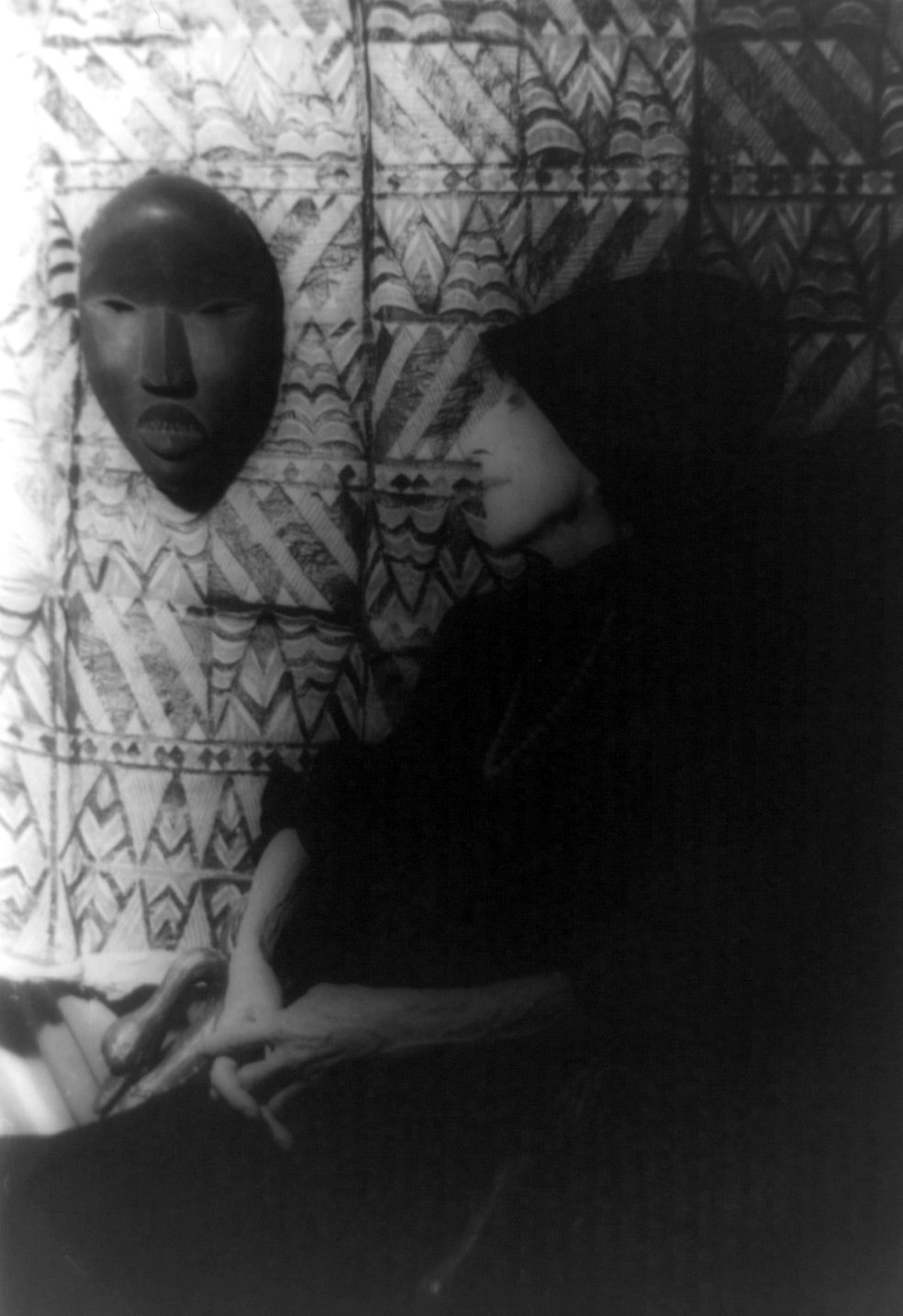
Karen Blixen, gefotografeerd door Carl Van Vechten (1959).

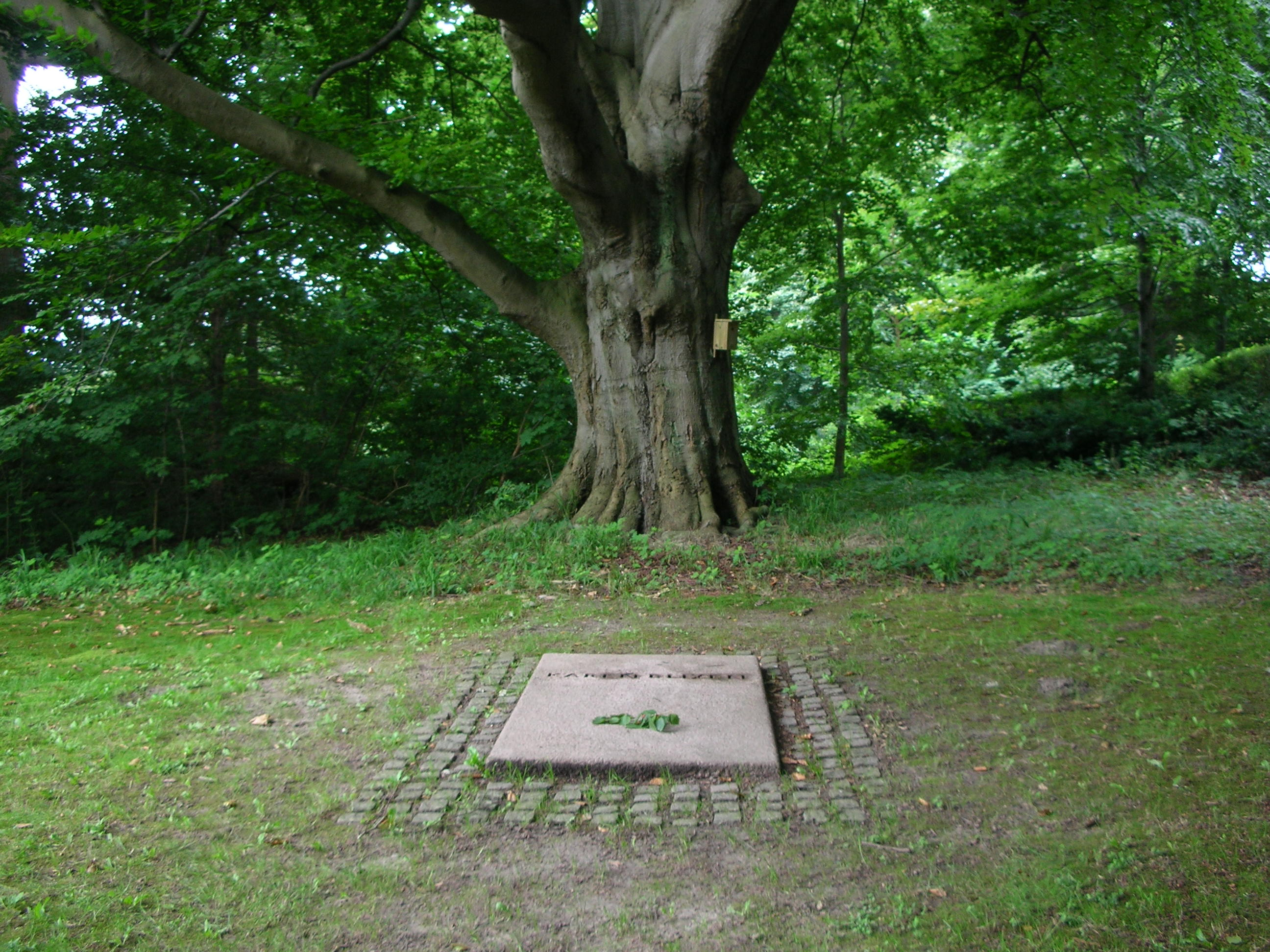
Het graf van Blixen in Rungstedlund in Rungsted.

Daarop keerde Blixen failliet terug naar Denemarken en wierp zich op het schrijven. In 1934 publiceerde ze Seven Gothic Tales (een bundel korte verhalen) in het Engels en in 1937 volgde haar beroemde Den afrikanske Farm, dat later verfilmd is als Out of Africa met actrice Meryl Streep in de rol van Karen Blixen. Ze bleef jarenlang schrijven in zowel het Deens als het Engels, voornamelijk verhalenbundels. In 1947 verscheen nog een roman, The Angelic Avengers, onder het pseudoniem Pierre Andrezel. Karen Blixen ontving voor haar literaire werk vele prijzen, legaten en erelidmaatschappen. In 1950 onderscheidde koning Frederik IX van Denemarken haar met de exclusieve medaille "Ingenio et Arti".
In 1960 werd Blixen lid van Det Danske Akademi. Bij de oprichting van deze literaire vereniging waren Blixen en Agnes Henningsen de eerste twee vrouwelijke leden.
Gedurende de jaren had ze regelmatig te kampen met de syfilis die ze door haar man opgelopen had. In 1955 werd Blixen enige malen geopereerd, vanwege onder andere rugklachten. Hierna heeft ze altijd pijn gehouden. Ze at erg weinig. In de jaren hierna heeft ze nog in de Verenigde Staten en Frankrijk getoerd. Nog eenmaal naar haar geliefde Kenia reizen is er echter nooit meer van gekomen. In 1962 overleed ze op 77-jarige leeftijd, onder meer ten gevolge van ondervoeding.

## Werken
- The Hermits (1907, gepubliceerd in een Deens tijdschrift als Osceola)
- The Ploughman (1907, gepubliceerd in een Deens tijdschrift als Osceola)
- The de Cats Family (1909, in Tilskueren)
- The Revenge of Truth (1926, uitgebracht in Denemarken)
- Seven Gothic Tales (1934 in de VS, 1935 in Denemarken)
- Out of Africa (1937 in Denemarken en Engeland, 1938 in de VS)
- Winter's Tales (1942)
- The Angelic Avengers (1947)
- Last Tales (1957)
- Anecdotes of Destiny (1958)
- Shadows on the Grass (1960 in Engeland en Denemarken, 1961 in de VS)
- Ehrengard (postuum 1963, VS)
- Carnival: Entertainments and Posthumous Tales (postuum 1977, VS)
- Daguerreotypes and Other Essays (postuum 1979, VS)
- On Modern Marriage and Other Observations (postuum 1986, VS)
- Letters from Africa, 1914-1931 (postuum 1981, VS)
- Karen Blixen i Danmark: Breve 1931-1962 (postuum 1996, Denemarken)

## Musea

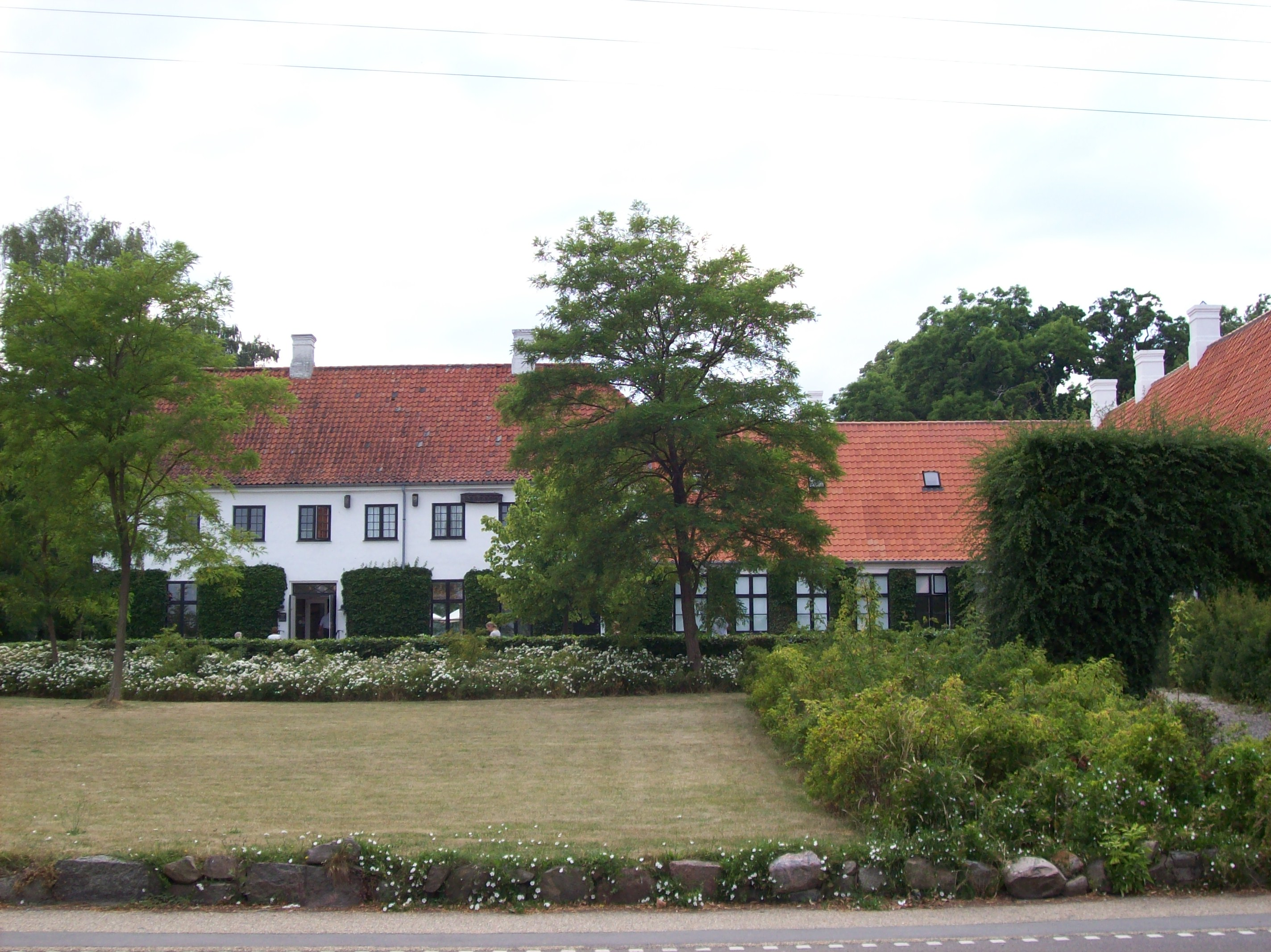
Het geboorte- en woonhuis van Karen Blixen Rungstedlund (in Rungsted, Denemarken), thans museum.

Er zijn twee musea aan Karen Blixen gewijd: in Denemarken en in Kenia.
Het Karen Blixen Museum in Rungstedlund (iets ten noorden van Kopenhagen) is gevestigd in het huis waarin Karen Blixen opgroeide en na haar verblijf in Afrika weer ging wonen. De inrichting is nog grotendeels in de staat van toen zij er woonde. Het is sinds 1991 een museum.
Het voormalige woonhuis op de plantage, waar Karen Blixen woonde van 1917 tot haar vertrek uit Afrika in 1931, is nu eveneens een museum. Het ligt tegenwoordig in de buitenwijk Karen van Nairobi, ongeveer tien kilometer van het centrum. Het museum werd geopend in 1986.